# Scopula ochroleucata
Scopula ochroleucata är en fjärilsart som beskrevs av Herrich-Schäffer 1844. Scopula ochroleucata ingår i släktet Scopula och familjen mätare. Inga underarter finns listade.